# Втори Слепченски поменик
Втори Слепченският поменик е новобългарски книжовен паметник, поменик от 1792 – 1832 година, важен източник за българската история.

## Описание
Поменикът е открит в Слепченския манастир. Състои се от три тефтера, подвързани с овехтели картон и хартия, на гърба кожа. Тефтерите имат 190 овехтели листа тънка и грапава хартия с размери 31 х 20 cm, като накарая има липсващи листове. На хартията има водни знаци: инициали УО, лъвче, гербов щит с 3 звезди, гербов щит с полумесец.
Авторите използват най-различно писмо – едро, средно, ситно, правилно и разкривено. Тефтерите съдържат лични и селищни имена предимно от Битолско: Единаковци, Боища, Русяци, Кошино, Слепче, Лопатица, Агларци, Сухо гърло, Брезово, Секирани, Гопеш, Лисолай, Бараково, Магарево, Сопотница, Добромир, Прибилци и други. Най-старата посочена дата е 1792 година, а най-новата – 1832 година. Записани са и някои дарения.